# Iława
Iława [iuava] (německy Deutsch Eylau, česky také Ilava) je město v severovýchodním Polsku ve Varmijsko-mazurském vojvodství, sídlo stejnojmenného okresu. Město leží na jižním břehu jezera Jeziorak (Iławské pojezeří).

## Název

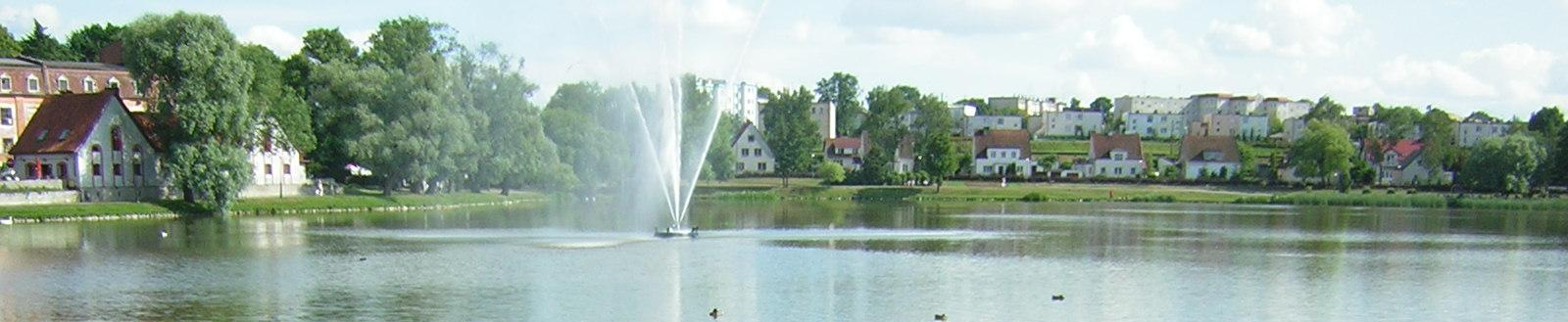
Iława leží na jižním břehu jezera Jeziorak

Nejstarší známé jméno bylo latinské Ylavia, které se objevilo na zakladatelském dokumentu z roku 1317. V pozdějších dokumentech z let 1333 a 1334 se objevuje Ylav a v roce 1338 varianta Ylau. V 15. století se vyskytla forma Ylow a Ylow Thethonicalis. V letech 1430 a 1438 dokumenty hovořily o Deutschen Ylaw. V letech 1443, 1457 a 1458 se město označovalo jako Ylaw a v roce 1456 se objevila forma Ilau a následně v roce 1459 Eylaw. V roce 1457 se objevil název Deutze Eylau, v roce 1468 jiná forma Dwetsch Eylau. V 16. a 17. století se vyskytují názvy Teutschen Eylau, Deutscheneylau a Theuto Ilavia. V 18. století bylo přijato jméno platné až do roku 1933 - Deutsch Eylau. Od 1. ledna 1934 se změnilo na oficiální název Stadt Deutsch Eylau (Stadt je německy město). Od roku 1945 je oficiální jméno Iława.

## Pamětihodnosti
- Hradiště
- Městské hradby
- Gotický farní kostel Proměny Páně
- Nádraží
- Radnice
- 4 vodárenské věže